# Relações de Kramers–Kronig
As relações de Kramers-Kronig (também conhecidas como transformações de Kramers-Kronig) expressam matematicamente as condições que um sistema causal deve obedecer. Foram descobertas de forma independente em 1926 por Hendrik Anthony Kramers e Ralph Kronig, que estudavam as relações recíprocas entre o índice de refração e o coeficiente de absorção de um meio, ambas grandezas dependentes da frequência da onda eletromagnética incidente. Resultado semelhante foi obtido também por John Renshaw Carson e, mais tarde, por Hendrik Wade Bode, no contexto da análise de circuitos lineares.
Uma das formulações possíveis das relações de Kramers-Kronig é a seguinte, que relaciona a parte real Hr e a parte imaginária Hi da resposta em frequência H(ω) = Hr(ω) + i·Hi(ω) do sistema:

{\displaystyle H_{i}(\omega )\;=\;{\frac {1}{\pi }}\int _{-\infty }^{\infty }{\frac {H_{r}(u)}{\omega \;-\;u}}\;du\;\;\;\;(1a)}
{\displaystyle H_{r}(\omega )\;=\;-{\frac {1}{\pi }}\int _{-\infty }^{\infty }{\frac {H_{i}(u)}{\omega \;-\;u}}\;du\;\;\;\;(1b)}
onde ω = 2πf é a frequência angular.
As equações acima exprimem matematicamente as propriedades de causalidade e estabilidade que um sistema causal deve exibir. Sob o ponto de vista da engenharia e das ciências físicas, causalidade refere-se ao fato de que um sistema físico real não pode produzir uma resposta (saída) antes de receber o estímulo correspondente (entrada), e estabilidade refere-se ao fato de que o sistema produz  respostas (saídas) limitadas e responde a estímulos (entradas) também limitados.
Das equações (1a) e (1b) derivam-se outras expressões equivalentes:
- Se a resposta no domínio do tempo do sistema for dada por h(t), então h(t) = 0 para t < 0 (causalidade)[nota 1].
- Se a resposta no domínio da frequência complexa do sistema for dada por H(s), então todas as sigularidades de H(s) estão localizadas na metade esquerda do plano complexo (estabilidade)[nota 2]
- H(s) converge e é analítica na metade direita do plano complexo, incluído o eixo imaginário (s = iω).

As relações de Kramers-Kronig governam como podem ser as funções de transferência de sistemas físicos reais. Por exemplo, em uma onda eletromagnética que se propaga em um meio material, a parte real do índice de refração do material define a velocidade de propagação da onda e a parte imaginária define a atenuação sofrida. Tanto uma quanto a outra são função da frequência da onda incidente. As equações (1a) e (1b) mostram que essas duas funções são necessariamente interdependentes, o que a análise física não revela imediatamente.
As relações de Kramers-Kronig foram a primeira aplicação da transformada de Hilbert na Física. Kramers e Kronig investigavam, na época, o que se conhece em Eletromagnetismo como relações de dispersão (neste caso, da luz). O termo dispersão se refere de forma geral à variação de qualquer parâmetro óptico (índice de refração, constante dielétrica, permeabilidade etc.) de um meio com a frequência da onda que nele se propaga. É possível deduzir o teorema de Kramers-Kronig por meio da análise do comportamento assintótico da constante dielétrica com o aumento da frequência, que deve ser relacionado com a influência do campo eletromagnético sobre o movimento dos elétrons no meio dielétrico, considerado idealmente isotrópico e não polarizado, com base num modelo dinâmico simples (linear, harmônico, não-relativístico e não-quântico). Também é possível tratar o problema com as ferramentas da física relativística e quântica, de forma a obter resultados mais gerais. Uma técnica alternativa para provar o teorema parte da análise da transformada de Fourier da constante dielétrica, de forma a evitar o recurso a teoremas de análise complexa exigidos pelas técnicas anteriores. Uma quarta forma abordagem lança mão das funções de Herglotz para analisar um parâmetro óptico qualquer. Finalmente, uma prova que considera um meio material condutor pode ser obtida por técnicas semelhantes.